# Simulium lonchatum
Simulium lonchatum är en tvåvingeart som beskrevs av Chen, Zhang och Huang 2005. Simulium lonchatum ingår i släktet Simulium och familjen knott. Inga underarter finns listade i Catalogue of Life.